# Myrmeleon (Myrmeleon) fuscus
Myrmeleon (Myrmeleon) fuscus is een insect uit de familie mierenleeuwen (Myrmeleontidae), die tot de orde netvleugeligen (Neuroptera) behoort. De soort komt voor in China.